# ليزلي بست
ليزلي بست (20 نوفمبر 1893 في أستراليا - 27 أغسطس 1925) (بالإنجليزية: Leslie Best)‏ هو لاعب كريكت أسترالي.

## وصلات خارجية
- ليزلي بست على موقع إي آس بي آن كريك إنفو (الإنجليزية)